# Pierre Van Cortlandt
Pierre Van Cortlandt (10 januari 1721 – 1 mei 1814) was een Amerikaans politicus. Hij was de eerste luitenant-gouverneur van de staat New York. In 1777 verloor hij de verkiezing van luitenant-gouverneur van George Clinton, maar doordat Clinton ook als gouverneur werd verkozen stond deze zijn gewonnen positie van luitenant-gouverneur af aan Van Cortlandt die tweede werd in deze verkiezing.
Hij was de kleinzoon van Stephanus Van Cortlandt, die burgemeester van New York was geweest.
- Gemeinsame Normdatei: 1206374640
- International Standard Name Identifier: 0000 0000 4986 568X
- Library of Congress Control Number: nr2002003117
- SNAC: w6r502tz
- Virtual International Authority File: 66402561
- WorldCat: E39PBJmpfmjtg9Kqh77bFG78md